# 男と女のラブゲーム
『男と女のラブゲーム』（おとことおんなのらぶげーむ）は、日本のデュエットソングである。

## 概要
- この歌は、1986年に武田薬品の「タケダ胃腸薬21」のCMで、武田鉄矢と芦川よしみの2人の歌唱で披露された。

- 当初はCM用にサビの部分のみが作られた曲であったが、問い合わせが殺到したためにフルサイズ版が制作されレコード化された[1]。

- 「飲みすぎたのは、あなたのせいよ」というフレーズが話題を呼び大ヒットし、カラオケで一種の社会現象を巻き起こした歌である。作詞は魚住勉、作編曲は馬飼野康二による。

- 1986年から1987年にかけてレコード会社7社の競作となったが、CMに出演した武田と芦川のデュエット版は、武田が「イメージに合わない」と拒否したため、当初レコード化はされなかった[2]（他人の曲（それも演歌）を歌うことに抵抗があったという[3]）。最初にレコード化されたのは、日野美歌と葵司朗のデュエット（1986年12月21日レコード発売）である。日野と葵のデュエット版レコードは当初、葵の出身地である名古屋地区限定で販売されたが、反響の大きさから全国発売が決定した[4]。また、競作歌手の中で田辺靖雄と九重佑三子、高樹一郎と津山洋子の2組は実際の夫婦である[4]。

- 1987年度のJASRAC発表による楽曲別の著作権使用料分配額（国内作品）では、「命くれない」「雪國」に続いて年間3位にランクインされ[5]、1988年JASRAC賞の銅賞を受賞した。

## アーティストによるカバー
| ディスコグラフィー                                 |              |                           |            |                | |
| アーティスト                                       | 形態         | レーベル                  | 規格番号   | リリース       | 備考 |
| 日野美歌 & 葵司朗                                  | シングル     | ミノルフォン 徳間ジャパン | 7KAT-4009  | 1986年12月21日 | B面（カップリング）「横顔」 |
| 日野美歌 & 葵司朗                                  | シングル     | ミノルフォン 徳間ジャパン | TKDA-30566 | 1992年4月25日  | カップリング「涙のナイトイン東京」 |
| ロス・インディオス                                 | シングル     | ポリドール                | 7DX-1483   | 1987年2月20日  | B面「東京待ちぼうけ」 |
| 芦川よしみ & 矢崎滋                                | シングル     | 日本クラウン              | CWA-413    | 1987年3月1日   | B面「あなた、いってらっしゃい」 |
| 田辺靖雄 & 九重佑三子                              | シングル     | アポロン                  | AY07-61    | 1987年3月5日   | B面「愛の迷いみち」 |
| 黒沢ヒロシ & 石川みゆき                            | シングル     | キングレコード            | K07S-10170 | 1987年3月5日   | 「ヒロシ&みゆき」名義 B面「知らず知らずのうちに」 |
| 高樹一郎 & 津山洋子                                | シングル     | 日本コロムビア            | AH-809     | 1987年3月21日  | シングル「昭和放浪記」のB面曲 |
| 前田吟 & 滝里美                                    | シングル     | テイチク                  | RE-755     | 1987年3月21日  | B面は「さよなら模様」 |
| 武田鉄矢 & 芦川よしみ                              | シングル     | ポリドール                | 7DX-1536   | 1987年11月11日 | シングル「男と女のはしご酒」のカップリング |
| 武田鉄矢 & 芦川よしみ                              | シングル     | ポリドール                | 10CX-1486  | 1987年11月11日 | シングル「男と女のはしご酒」のカップリング |
| 日野美歌 featuring 新沼謙治                        | シングル     | 日本コロムビア            | COCA-16904 | 2014年8月20日  | カップリング「氷雨」 |
| 伊弉冉一二三(CV:木島隆一)・観音坂独歩(CV:伊東健人) | 単行本特典CD | EVIL LINE RECORDS         | NMAX-1332  | 2019年6月25日  | ヒプノシスマイク -Division Rap Battle- side F.P & M (1) CD付き限定版 (著:城キイコ、コミックZERO-SUM、一迅社) ドラマトラック内挿入歌 カップリング「Wrap&Rap ～3分バイブスクッキング～」 |
| 心音淡雪(CV:佐倉綾音)・宇月聖(CV:小林ゆう)         | BD/DVD特典CD | KADOKAWA                  |            | 2024年11月27日 | VTuberなんだが配信切り忘れたら伝説になってた (著:七斗七) アニメ第2話ED曲、Blu-ray&DVD 第1巻特典「エンディングテーマソングCD Vol.1」収録                                                |

## 日野美歌と葵司朗のシングル
『男と女のラブゲーム』は、1986年12月21日に発売された日野美歌と葵司朗によるデュエットシングル。1992年4月25日には再発盤がリリースされた。同曲は、この日野と葵による歌唱版が広く知られている。

### 収録曲
オリジナル盤
1. 男と女のラブゲーム
作詞：魚住勉／作曲・編曲：馬飼野康二
2. 横顔
作詞：さいとう大三／作曲・編曲：馬飼野俊一
※葵司朗のソロ楽曲

再発盤
- 両楽曲共に、作詞：魚住勉／作曲：馬飼野康二

1. 男と女のラブゲーム
編曲：馬飼野康二
2. 涙のナイトイン東京
編曲：馬飼野俊一

## 続編
- 1987年には、続編として「男と女のはしご酒」が、同じく「タケダ胃腸薬21」のCMで武田と芦川の2人の歌唱で披露された。今回はスポンサーの強い勧めもあり[2]、CMと同じ武田と芦川のデュエットでレコード化。カップリングには前作「男と女のラブゲーム」を収録した。